# 巌流島 (格闘技団体)
巌流島（がんりゅうじま）は、日本の格闘技イベント。2014年に馳浩、魔裟斗、篠原信一らによる実行委員によって設立。「フジテレビONE」での生中継および同局の格闘技番組『千原ジュニアのニッポン格闘技復興委員会』と連携し、開催ごとにルールを調整していく。代表は狩野歩。

## ルール
試合は「巌流島公式競技規則」に則って行われる。「武術選手権」のために「トーナメントルール」が制定され、「巌流島駅伝ルール」も制定された。一般的な総合格闘技（MMA）と異なり、武術面を押し出していることが特徴であり、リングではなく八角形の闘技場で試合を行い、相撲のような押出ルールが存在する。

## コンセプト
巌流島は以下の五箇条のコンセプトを掲げている。
1. 公平な異種格闘技戦の実現!
2. 世界最高峰の打撃格闘技!
3. 実戦性とコンテンツ性の両立!
4. 日本発世界へ!
5. ルールは見る側（ファン）とやる側（格闘技関係者）で決める!!

## 歴史

### 2014年
11月17日に旗揚げを発表。「選手もルールも未定」という状態から旗揚げし、「土俵型の試合場」「打撃あり、関節技・絞め技NG」などの仮ルールに基づく「公開検証」を行い、その結果を元にルール改定を行っていくという方針を打ち出す。旗揚げまではフジテレビONEのサポートを受け、同局での「公開検証」の生中継が行われるほか、ルール改定についても同局の『千原ジュニアのニッポン格闘技復興委員会』で公開討論を行う。

### 2015年
2月28日にディファ有明で第1回公開検証が行われ、カーメン・ゲオルギエフ（コンバットサンボ）、ウーラーハン（散打）、マーカス・レロ・アウレリオ（カポエイラ）、ミノワマン（プロレス）、ブライアン・ドゥウエス（キックボクシング）、アブドゥーラ・ニャン（セネガル相撲）、和久憲三（アメリカンフットボール）、星風（大相撲）の8名が参加した無差別級トーナメントは決勝戦でドゥウエスが星風を破り優勝。 渡邉一久（ボクシング） VS グォン・チェン（少林拳）、山岸正史（太極拳） VS 岩丸祐太郎（空手）のスーパーファイト2試合、森川修次（柔道）VS三浦康彰（空手）のリザーブマッチ1試合も行われた。宇佐美里香による空手の型披露、山本千尋による刀剣演武も行われた。
5月15日にニコニコ動画で『巌流島チャンネル』が開設され、5月16日にラジアントホールで『巌流島実験検証道場マッチ1』が、6月27日にディファ有明で『巌流島実験検証道場マッチ2』がそれぞれ開催され、どちらもニコニコ生放送で生中継された。
5月31日から『千原ジュニアのニッポン格闘技復興委員会』の第2シーズン（後継）にあたる『巌流島を盛り上げるTV』がフジテレビONEでスタートし、ルール改訂などの公開討論が引き続き行われた。なお、7月18日の第2回大会の生中継はフジテレビNEXTで放送されることが発表されていたが大会直前で生中継中止が発表されることとなり、7月26日にニコニコ生放送で録画中継されることとなった。
7月18日に両国国技館で第2回公開検証が行われ、渡邉一久、ビターリ・クラット（コンバットサンボ）、J.Z.カルバン（ルタ・リブレ）、チョン・チャンヒョン（テコンドー）の4名が参加した中量級トーナメントは決勝戦でクラットが渡邊を破り、優勝した。 田村潔司（UWF）VSジョーイ・コピタイン（ボクシング）、ブライアン・ドゥウエスVSマイティ・モー（K-1）、北村克哉（レスリング）VSボロドバートル・オンダラル（モンゴル相撲）、渡邊剛（古流柔術）VS中島大志（相撲）、岡倫之（レスリング）VSアラン・ボドゥ（サバット）、ミノワマンVS楠ジャイロ（キックボクシング）、海鵬（大相撲）VSジミー・アンブリッツ（MMA）のスーパーファイト7試合、TOSHI（MMA）VSソン・ヤドン（散打）のリザーブマッチ1試合、飯嶋貴幸（MMA）VS小島勝志（MMA）、樫山賢一（ムエタイ）VS竹村光一（キックボクシング）、井上雄策（サンボ）VS松浦功（空手）、酒井陵（MMA）VS竜之介（MMA）のオープニングファイト4試合も行われた。RYUSEI（今井流星）によるブルース・リーの形態模写、劇団EXILEによる和太鼓演奏も行われた。
12月3日にニコ生巌流島チャンネルにて討論番組『激論!巌流島魂』が放送される事になった。今後「毎月第1・第3木曜21時からの同番組放送」「巌流島チャンネルでのブログのほぼ毎日更新」「2016年に4大会開催」が予定されている事も併せて発表された。12月29日にフジテレビが巌流島への謝罪文を発表した。

### 2016年
3月12日にフジテレビONEで第2回大会が無料放送された。3月25日に東京ドームシティホールで第3回公開検証が行われ、田村潔司VSジャッキー・ゴーシュ（クラヴ・マガ）、ビターリ・クラットVSアンドレ・ジダ（ルタ・リーブリ）、星風VSボンギンコシ・マドンセラ（ズールー相撲）、バル・ハーン（モンゴル相撲）VSグリス・ブドゥ2（セネガル相撲）、渡邉一久VSバラット・カンダレ（シラット）、中島大志VSマーカス・レロ・アウレリオ、TOSHIVSクンタップ・チャロンチャイ（ムエタイ）、岩倉豪（柔術）VS瀬戸信介（蟷螂拳）のスーパーファイト8試合、村田純也（柔術）VS三浦ミッキー亮（MMA）、正剛（Uスタイル）VS竹村光一のオープニングファイト2試合が行われた。また、林悦道による喧嘩術の演武、横山雅始と日本甲冑合戦之会によるガチ甲冑合戦、HEVENESEによる生演奏も行われた。第3回大会はフジテレビNEXTで当日3月25日に生中継され、ニコニコ生放送でも3月27日に録画中継された。
5月21日に岩倉豪と熊澤伸哉（琉球空手）が『勝手に巌流島』と題した決闘を行い、その模様はYouTubeで動画配信された。6月19日と7月16日に『巌流島魂プレミアム』がフジテレビONEで放送された。7月3日から5日の3夜連続、過去3大会のプレイバック放送がフジテレビONEで行われた。7月23日に「ガチ甲冑合戦」がフジテレビ「夢大陸」の一環として、東京・お台場「船の科学館」広場にて日本甲冑合戦之会代表・横山雅始の協力のもと開催された。7月30日にフジテレビ主催「お台場みんなの夢大陸」マイナビステージで前日公開記者会見が行われた。また、この日にフジテレビNEXTで6時間連続で過去3大会のプレイバック放送が行われた。
7月31日に有明コロシアムで第4回大会公開検証Finalが行われ、1976年に行われた「アントニオ猪木対モハメド・アリ」と同じルールで「田村潔司VSエルヴィス・モヨ（ボクシング）」が行われた。更に菊野克紀（沖縄拳法空手）VSクンタップ・チャロンチャイ、星風VSエブゲニー・シャロマエフ（空道）、トゥントゥンミン（ミャンマーラウェイ）VSルクク・ダリ（柔道）、ミシェル・ヴェルギネリ（カルチョ・ストリーコ）VSボルドバートル・オンダラル、瀬戸信介VSナタネル・パリシ（クラヴ・マガ）、岩丸祐太郎VS毛利昭彦（MMA）、海鵬VSガブリエル（バレーボール）のスーパーファイト全8試合、隆矢浩希（MMA）VS佐藤竜平（ボクシング）、濱岸正幸（Uスタイル）VS澤宗紀（プロレス）のオープニングファイト（濱岸VS澤はジョイントロック・ルール）2試合も行われ、武人画師こうじょう雅之による武人画のライブアート、葉隠による集団和太鼓パフォーマンスもそれぞれ行われた。第4回大会はフジテレビNEXTで当日7月31日に生中継された。
9月1日から巌流島動画サイト『SAMURAI WORLD』がOPENした。10月4日深夜にフジテレビの地上波で公開検証Final1時間バージョンが放送された（関東ローカル）。10月6日に高円寺パンディットで『激論！巌流島魂プレミアム』の公開収録が行われ、この模様は10月15日にフジテレビONEで放送された。収録後の囲み取材で巌流島プロデューサーの谷川貞治が「今後アジア武術選手権は毎年行い、アメリカ選手権やアフリカ選手権等も行っていき、それらを集めて2020年東京五輪の年に一週間毎日各階級で世界武術選手権を開催したい」と今後の構想を披露した。
10月21日に国立代々木競技場第二体育館で第5回大会「全アジア武術選手権大会2016 in TOKYO」が行われ、菊野克紀、ハ・ウンピョ（テコンドー）、小見川道大（NEO柔道）、張文勝（プロ散打）、イゴール・ペルミン（ハンド・トゥ・ハンド）、アマラー・フーヘンフー（モンゴル相撲）、クンタップ・チャロンチャイ、アリ・マルバクティアリ（カンフートーア）の8名が参加したトーナメントは、菊野が小見川を破り、優勝した。更に、ミシェル・ヴェルギネリVSマーカス・レロ・アウレリオ、星風VSホンシュウ・ビワコ（ダンベ）のスーパーファイト2試合、毛利昭彦VSアディチャ・カトカデ（コシティ）のリザーブマッチ1試合、吉田貴弘（柔術）VSバル・ハーンのオープニングファイト1試合も行われ、巌流島パフォーマーチーム「巌流島SAMURAI ORDER」（山本千尋＆瀬戸信介 with トライアングルコネクション）によるパフォーマンスも行われた。この大会はフジテレビONEで当日10月21日に生中継された。
11月18日にフジテレビ『FUJIYAMA FIGHT CLUB』で巌流島が特集された。11月26日と12月10日にフジテレビONEで『激論！巌流島魂プレミアム！』が放送された。12月3日にテレビ神奈川の『サタミンエイト』で巌流島が特集された。

### 2017年
1月3日に千葉県・舞浜アンフィシアターで第6回大会「世界武術団体対抗戦 2017 in MAIHAMA 日本代表 vs 世界選抜」が行われ、第1部で村田純也（東京国際大学、サンボ）、藤森歩（立命館大学、学生プロレス）、高橋京輔（日本大学、学生キック）、久保田竜（山梨学院大学、空手）の4選手が参加した「巌流島駅伝・大学生トーナメント」は、村田が高橋を破り、優勝した。また、坂井克好（日本大学、学生キック）対龍頭慧（立命館大学、学生プロレス）のリザーブ戦、第2部では菊野克紀VSケビン・ソウザ（MMA）、田村潔司VSレオナルド・ブラマ（ジークンドー）、瀬戸信介VSマーカス・レロ・アウレリオ、町田光（キックボクシング）VSアディチャ・カトカデ、渡邊一久VSチェ・ミンス（テコンドー）の「世界武術団体対抗戦　日本代表対世界選抜」5試合も行われ、3勝2敗で世界選抜が勝利した。更に、オープニングファイトでは伊左次雄介（柔道）VS原一隆（新空手）が行われ、伊左次雄介（柔道）が勝利。更に、濱岸正幸VSハ・ウンピョが行われた。小見川道大選手の開運巴投げ、トライアングルコネクションの空中忍者ショー、日本舞踊五條流師範五條詠寿の日本舞踊、山本千尋の中国武術演武、太鼓打師山本麻琴の御諏訪太鼓（演目「阿修羅」）、日本空手協会総本部師範中達也の空手演武、「地水火風空」を表現するプロジェクションマッピングも行われた。この大会はフジテレビONEで当日1月3日に生中継された。
4月15日に菊野克紀と瀬戸信介と町田光をゲストに迎えて、カルペディエム三田で「勇気の授業01」が開催された。4月18日にフジテレビONEで『激論！巌流島魂プレミアム』が放送された。
5月6日に千葉県・舞浜アンフィシアターで第7回大会「巌流島 WAY OF THE SAMURAI 2017 in MAIHAMA」が行われ、菊野克紀VSジミー・アンブリッツ、関根“シュレック”秀樹（ブラジリアン柔術）VSバル・ハーン、吉田善行（柔道）VSクンタップ・チャロンチャイ、鈴木信達（実戦空手）VSマーカス・ヴィニシアス（カポエイラ）、小見川道大VS楠ジャイロ、シビサイ頌真（倉本流武術）VSホンシュウ・ビワコ、北井智大（キックボクシング）VS原翔大（実戦空手）の7試合、オープニングファイトとして岡部泰己（健成会）VS宰川桂人（安廣道場）、津口馨登（健成会）VS小原蒔恩（安廣道場）の「キッズ巌流島」2試合、演武として篠崎功希とトライアングルコネクションによる殺陣パフォーマンスが行われた。この大会はフジテレビONEで当日5月6日に生中継された。
6月2日にフジテレビの格闘技情報番組FUJIYAMA FIGHT CLUBで巌流島特集が放送された。8月5日に菊野克紀と小見川道大と原翔大をゲストに迎えて、小見川道場で「勇気の授業02」が開催された。8月12日にフジテレビONEで『激論！巌流島魂プレミアム』が放送された。8月19日にカルペディエム三田道場で「巌流島トライアウト2017」が開催された。
9月2日に千葉県・舞浜アンフィシアターで第8回大会「巌流島 ADAUCHI 2017 in MAIHAMA」が開催され、そこで菊野克紀VSマーカス・レロ・アウレリオ、ミケーレ・ベルギネリVSマーカス・ヴィニシアス、関根“シュレック”秀樹VSロッキー川村（パンクラシスト）、クンタップ・チャロンチャイVS種市純也（沖縄拳法空手）、原翔大VS般若HASHIMOTO（キックボクシング）、中島大志VS真王DATE（インド王族武術）、近藤有己（少林寺拳法）VS後藤龍治(蹴道)、シビサイ頌真VS楠ジャイロの8試合が行われた。この大会はフジテレビONEで生中継された。
10月9日、山田英司氏が『BUDO-STATION』なる新たな武道プロジェクトを立ち上げた。10月11日に菊野克紀が記者会見し、テコンドーでの2020年東京五輪出場を目指すことを発表した。菊野は「オリンピックを目指しますが、巌流島でも戦います。テコンドーをやることで格闘家としてもレベルが上がり、相乗効果になる」と話した。10月29日に千葉・袖ヶ浦臨海スポーツセンターで開催された「全日本テコンドー選手権東日本地区大会」の-80kg級で菊野克紀が優勝し、翌年の1月21日の全日本選手権出場権を獲得した。11月19日に菊野克紀と関根秀樹と種市純也をゲストに迎えて、フィジカルスペースで「勇気の授業03」が開催された。
11月26日にカルペディエム広尾道場で「巌流島トライアウト2」が開催された。12月17日にカルペディエム広尾道場で「第1回巌流島手合わせ稽古会」が開催された。12月21日に巌流島のインスタグラム「ganryujima another stories」が開設された。

### 2018年
1月3日に千葉県・舞浜アンフィシアターで第9回大会「巌流島 OUT ENEMY 2018 in MAIHAMA」が開催され、菊野克紀VS小見川道大、シビサイ頌真VSブライアン・ドゥウェス、関根“シュレック”秀樹VSジミー・アンブリッツ、エブゲニー・シャロマエフVSカルロス・トヨタ（柔術）、鈴川真一（大相撲）VS斐也（キックボクシング）、蓮見隆太（キャッチ・アズ・キャッチ・キャン）VS岩崎徳正（数見空手）、アキラ・シット・レック（システマ）VS左禅丸（日本拳法）、聡-S DATE（インド王族武術）VS香月俊介（フルコンタクト空手）の全8試合が行われた。更にオープニングマッチとして、大久保芹衣VS武井桃子、武井大将VS和田凛太の2試合も行われた。この大会はフジテレビONEで生中継された。
1月7日に海外ネット配信サイト「FITE TV（ファイト・ティーヴィー）」で1・3巌流島舞浜大会がディレイ中継された。1月21日に千葉県総合スポーツセンターで開催される「全日本テコンドー選手権大会」の-80kg級に「東日本地区大会優勝者」の菊野克紀が出場する。
9月17日、舞浜アンフィシアター「全日本武術選手権 2018 in MAIHAMA」において西浦ウィッキー聡生（修斗）、クンタップ・チャロンチャイ（ムエタイ）、奥田啓介（プロレス）、原翔太（実戦空手）、中島大志（相撲）、渡部秀一（空道）、蓮見隆太（CACC）、アキラ・シットレック（システマ）、KENGO（現代空手道研究会）、草・MAX（パンクラシスト）、岩崎徳正（数見空手）、皆川貴俊（サンボ）、左禅丸（日本拳法）鈴木渓（柔道）、魔破DATE（インド王族武術）、中澤達也（喧嘩師）の16人参加トーナメントを実施。プロレス代表として出場した奥田が勝ち抜き優勝。「優勝したのは当たり前。最初から分かっていたことだ。プロレスラーは何でも出来る、一番強い、それを証明しただけ」。加えて2日前に靭帯損傷を負っていたことを明かし、「プロレスは連戦でやるだろ。逃げられないんだよ」のコメントを残した。

### 2022年
12月28日に東京・両国国技館で開催する「INOKI BOM-BA-YE × 巌流島 in 両国」に協力。一部試合は巌流島特別ルールで行われる。

## 巌流島実行委員会
巌流島実行委員会は以下のメンバーで構成される。
- 馳浩（レスリング代表/巌流島実行委員長）
- 篠原信一（柔道代表/巌流島実行委員）
- 魔裟斗（立ち技格闘技代表/巌流島実行委員）
- 旭道山和泰（相撲代表/巌流島実行委員）
- 舞の海秀平（相撲代表/巌流島実行委員）
- 平直行（総合武術代表/巌流島実行委員）
- 松本天心（サンボ代表/巌流島実行委員）
- 山本千尋（中国武術代表/巌流島実行委員）
- 内田順久（空手代表/巌流島実行委員）
- 河口正史（アメフト代表/巌流島実行委員）
- 倉本成春（武術代表/巌流島実行委員）
- 斎藤祐也（ラグビー代表/巌流島実行委員）

### 巌流島事務局
- 狩野歩（巌流島事務局長兼代表）
- 谷川貞治（巌流島イベントプロデューサー）
- 大成敦（巌流島ルール・ディレクター）
- 柴田和則（巌流島事務局海外選手ブッキング担当）
- 清水秀生（（株）あお所属。巌流島広報プロデューサー）
- 小栗了（（株）NAC所属。巌流島大会演出担当）
- ステファン・カブレラ（巌流島英語実況解説者/WKNチェアマン）

## ブログ執筆陣
巌流島チャンネルでのブログ執筆陣は以下の通り。
- 月曜日 - 谷川貞治(元『格闘技通信』『SRS・DX』編集長、元FEG社長)
- 火曜日 - 山口日昇(元『紙のプロレス』編集長、元ハッスルエンターテインメント社長)
- 水曜日 - 山田英司(現『BUDO-RA BOOKS』編集長、元『月刊フルコンタクトKARATE』編集長)
- 木曜日 - 田中正志(現『週刊ファイト』編集長)
- 金曜日 - ターザン山本(元『週刊プロレス』編集長)

## SEI☆ZA
SEI☆ZA（せいざ）は、巌流島女子部として「GIRL'S BUDO ENTERTAINMENT」を標榜して活動する日本の新女子武道団体。主催者は山口日昇。運営にはファースト・オン・ステージが協力している。

### ルール
試合は「SEI☆ZA公式ルール」に則って行われる。ルールは随時改定が行われるため、最新のルールについては公式サイトを参照のこと。

### コンセプト
SEI☆ZAは以下の九箇条のコンセプトを掲げている。
- 「SEI☆ZA」は、“スポーツ”ではなく“道”である（SEI☆ZA is not sports but way of life）
- 「SEI☆ZA」は、“美しく”なければならない（SEI☆ZA must be beautiful）
- 「SEI☆ZA」は、“精神”と“心”を軸としなければならない（SEI☆ZA is based on mind and spirit）
- 「SEI☆ZA」は、基本、無差別級である（SEI☆ZA is basically open-weight）
- 「SEI☆ZA」は、安全且つ怪我がないようにしなければならない（SEI☆ZA must not be brutal and dangerous）
- 「SEI☆ZA」は、相手の身体を壊してはならない（SEI☆ZA must not injure opponents）
- 「SEI☆ZA」は、お互いのプライドがルールである（SEI☆ZA’s rules are made of your own pride）
- 「SEI☆ZA」は、観ているものを楽しませるエンターテインメントでなければならない（SEI☆ZA must be entreating to people）
- 「SEI☆ZA」は、すべての矛盾を抱えつつも、人間ひとりひとりが国境を越えて成長していけるものでなければならない（SEI☆ZA is a project to make people from the world grow up regardless of nationalities, races, ideologies.）

### 歴史

#### 2015年
12月10日に『大武道! vol.1』が発刊された。

#### 2016年
3月25日に『大武道! vol.2』が発刊された。更に、新たにSEI☆ZAが立ち上げられることが発表された。7月1日にSEI☆ZAの公式サイトがオープン。10月23日にSEI☆ZA所属のユリア・ストリアレンコが、埼玉県・深谷ビッグタートルで開催された「アブダビグランドスラム 柔術ツアー東京大会」に女子紫帯90キロ級でエントリーし、決勝でジュリア・マーラー（ノルウェー）を破って優勝した。11月29日にSEI☆ZAのアリー・ホルメスが、プロレスに専念するために戦線を離脱し母国オーストラリアへ帰国した。12月22日に高円寺パンディットで「巌流島＆SEI☆ZA 初めての合同大忘年会！」＆「SEI☆ZA公開記者会見」が行われた。

#### 2017年
1月8日に東京・水道橋「株式会社UGP・4階会議室」で「SEI☆ZA×T-1コラボイベント　チームSEI☆ZA撮影会＆サイン会 山口日昇プロデューサー×二見社長トークショー」が開催された。1月19日に後楽園ホールでSEI☆ZA旗揚げ大会が行われた。コンセプトは『チームSEI☆ZAvs謎のエーゲ海美猛女軍団・5対5対抗戦』。 タバサ・ヒッチ（柔術）VSソフィア・カルガ（キックボクシング）、ラダ・マナンダー（空手）VSヴィオレータ・カライドブル（柔術）、ラジーナ・ビスタ（空手）VSクリスティーナ・コウスタ（空手）、高橋奈七永（プロレス）VSマリアンティ・サモウフ（レスリング）、ユリア・ストリアレンコ（柔術）VSカラ・ティミトロウラ（空手）の5試合が行われ、3勝2敗でチームSEI☆ZAが勝利した。2月20日と27日に千葉テレビで『KissBeeベンチャーズ 特別篇』と題してSEI☆ZA旗揚げ大会の放送が実現した。
5月11日に後楽園ホールでSEI☆ZA旗揚げ第二戦が行われた。コンセプトは『チームSEI☆ZAvs空手道・禅道会 3対3勝ち抜き戦』。出場選手は、SEI☆ZA側がラジーナ・ビスタ、ラダ・マナンダー、タバタ・ヒッチ、禅道会側が伊藤良恵、西脇由菜、角田光優で、最後は大将同士の対決となり、チームSEI☆ZAが勝利した。ユリア・ストリアレンコVS藪下めぐみのワンマッチや、アイドルグループ「KissBee」の石井美音奈のSEI☆ZA入団発表も行われた。
6月16日に東京ドームシティホールで開催された『ラウェイ・イン・ジャパン 4～フロンティア～』でユリア・ストリアレンコVSス・ライ・ウーが行われ、ユリア・ストリアレンコがKO勝ち。6月20日と28日に放送のテレビ朝日『全力坂』にSEI☆ZAでのデビューを目指す石井美音奈が出演した。7月26日に衆議院第二議員会館で元航空幕僚長・田母神俊雄氏とのコラボイベント『第四回 JAPADITIONAL VIZ 〜武士道とは何か〜』が開催された。当イベントはSEI☆ZA第三戦の直前会見としても行われ、石井美音奈も練習成果を披露した。またゲスト格闘家として菊野克紀も参加した。
7月28日に後楽園ホールで『SEI☆ZA旗揚げ第三戦～真夏の夜の星々～』が行われた。コンセプトは『チームSEI☆ZAvsTeam DATE（ティーム・デイト）武術四姉妹 4vs4勝ち抜き戦』。出場選手は、SEI☆ZA側がラジーナ・ビスタ、ラダ・マナンダー、タバタ・ヒッチ、若山蓮華（禅道会）、Team DATE側が華DATE、直DATE、法DATE、華蓮DATEで、最後は大将同士の対決となり、Team DATEが勝利した。ユリア・ストリアレンコVSチェ・ジョンヨン（テコンドー）のワンマッチや、石井美音奈VS世志琥（プロレス）のエキシビションマッチも行われた。
8月19日にカルペディエム三田道場で「巌流島トライアウト2017」が開催され、そこでタバタ・ヒッチVS奈部由香里（柔道）が行われて、タバタが判定負けした。9月10日、横浜市の柔道選手権にタバタ・ヒッチが参加。24人トーナメントで、5試合すべて一本勝ちで優勝した。
10月24日に後楽園ホールで『SEI☆ZA 第4戦 ～乙女たちの秋の大武道会！～』が開催された。コンセプトは『チームSEI☆ZA vs 韓国・美武道戦隊 4vs4対抗戦（ユリア＆タバタ卒業ラストマッチ）』。出場選手は、SEI☆ZA側がラジーナ・ビスタ、ラダ・マナンダー、タバタ・ヒッチ、ユリア・ストリアレンコ、韓国・美武道戦隊側がチョン・ソユン（テコンドー・レスリング・柔術）、キム・イニョン（テコンドー）、チェ・ユルミ（特攻武術・テコンドー）、イ・キヒョン（テコンドー・柔道）で、チームSEI☆ZAが3勝1敗で勝利した。更にワンマッチ2試合として角田光優（禅道会）VS直DATE（Team DATE）、伊藤良恵（禅道会）VS阿部暖花（氣魂道場）も行われた。ユリアとタバタはこの大会を最後に卒業した。今大会で第1期が終了し、代表の山口日昇氏は第2期に関して「10代限定で世界中から武道家を集めて1DAYトーナメントをやるという『SEI☆ZA乙女武道会』というのを軸にやっていきたい。来年1月には『全アジア乙女武道会』。そしてステップアップしていきながら『全世界乙女武道会』と。全世界から格闘技界・武道会のアイドルを発掘していきたいなと思っています」と抱負を述べた。
11月15日に後楽園ホールで開催された『ラウェイGPジャパン2017』の第1試合で女子62kg級としてユリア・ストリアレンコVSブロニカ（ミャンマー）の一戦が行われ、ユリアが2RTKO勝ちを収めて『ILFJ（インターナショナル・ラウェイ・フェデレーション・ジャパン）認定女子王座』を獲得し、初代ラウェイ女子王者となった。 

### SEI☆ZA実行委員会
SEI☆ZA事務局
- 山口日昇（SEI☆ZAイベントプロデューサー）
- 島田裕二（SEI☆ZAルール・ディレクター）
- 柴田和則（SEI☆ZA事務局サイト編集担当兼海外業務担当）
- 小栗了（（株）NAC所属。SEI☆ZA大会演出担当）
- ステファン・カブレラ（SEI☆ZAインターナショナル・コーディネーター/WKNチェアマン）
- 大澤（SEI☆ZA事務局PR担当）
- ナターシャ（SEI☆ZA専属カメラマン）